# Tweevleugeligen
De tweevleugeligen of Diptera zijn een orde binnen de klasse der insecten, waartoe alle vliegen (Brachycera) en muggen (Nematocera) behoren. De tweevleugeligen komen wereldwijd voor en worden vertegenwoordigd door honderdduizenden soorten, met een grote vormenrijkdom en een breed scala aan levenswijzen. Bekende tweevleugeligen zijn de dazen, langpootmuggen en de zweefvliegen.
Tweevleugeligen hebben altijd één paar functionele vleugels, dus twee vleugels in totaal. Alle andere orden van insecten, behalve de zeer kleine orde van de Strepsiptera, hebben géén, of vier vleugels. Het achterste paar vleugels is bij de Diptera gemodificeerd tot halters: kleine, soms knotsvormig orgaantjes achter de voorvleugels, die vooral bij de langpootmuggen goed zichtbaar zijn. Zoals alle insecten hebben de tweevleugeligen aan het borststuk drie paar poten. Vrijwel alle soorten kunnen zich behendig door de lucht voortbewegen: de vlucht kenmerkt zich door een opvallend snelle acceleratie en wendbaarheid.
De tweevleugeligen vormen een van de succesvolste orden van insecten; het aantal beschreven soorten bedraagt wereldwijd ongeveer 160.000. Het Nederlands Soortenregister  vermeldt 18.000 inheemse insectensoorten, waaronder ruim 5.100 soorten vliegen en muggen. Daarmee wordt ruim 28% van de Nederlandse insectensoorten tot de orde van de tweevleugeligen gerekend . Vliegen en muggen zijn soms moeilijk uit elkaar te houden, omdat er mugachtige (fijngebouwde) vliegen zijn, evenals vliegachtige (zwaargebouwde) muggen.

## Voortplanting
Tweevleugeligen hebben een korte generatietijd: ze kunnen zich razendsnel voortplanten onder de juiste omstandigheden. Diptera hebben een volledige gedaanteverwisseling: de larve die uit het ei komt is vaak pootloos en wormachtig. Vliegenlarven worden  maden genoemd.

## Onderverdeling
De orde tweevleugeligen bestaat uit een groot aantal families. Hier volgen de bekendste families met soorten waarover veel Nederlandse publicaties en berichten zijn.
Muggen (Nematocera)
- Buismuggen (Cylindrotomidae)
- Dansmuggen (Chironomidae)
- Galmuggen (Cecidomyiidae)
- Knutten (Ceratopogonidae)
- Kriebelmuggen (Simuliidae)
- Langpootmuggen (Tipulidae)
- Meniscusmuggen (Dixidae)
- Motmuggen (Psychodidae)
- Paddenstoelmuggen (Mycetophilidae)
- Pluimmuggen (Chaoboridae)
- Rouwmuggen (Sciaridae)
- Steekmuggen (Culicidae)
- Steltmuggen (Limoniidae)
- Venstermuggen (Anisopodidae)

Vliegen (Brachycera)
- Afvalvliegen (Heleomyzidae)
- Blaaskopvliegen (Conopidae)
- Bochelvliegen (Phoridae)
- Boomschorsvliegen (Megamerinidae)
- Boorvliegen (Tephritidae)
- Breedvoetvliegen (Platypezidae)
- Bromvliegen (Calliphoridae)
- Bijenluizen (Braulidae)
- Dambordvliegen (Sarcophagidae)
- Dansvliegen (Empididae)
- Dazen (Tabanidae)
- Drekvliegen (Scathophagidae)
- Echte vliegen (Muscidae)
- Fruitvliegen (Drosophilidae)
- Halmvliegen  (Chloropidae)
- Horzels (Oestridae)
- Luisvliegen (Hippoboscidae)
- Mineervliegen (Agromyzidae)
- Oevervliegen (Ephydridae)
- Pissebedvliegen (Rhinophoridae)
- Roofvliegen (Asilidae)
- Slakkendoders (Sciomyzidae)
- Slankpootvliegen (Dolichopodidae)
- Sluipvliegen (Tachinidae)
- Spillebeenvliegen (Micropezidae)
- Spinvliegen (Acroceridae)
- Waterdazen (Athericidae)
- Wiervliegen (Coelopidae)
- Wolzwevers (Bombyliidae)
- Zweefvliegen (Syrphidae)

## Overzicht van groepen
Binnen de tweevleugeligen komen veel verschillende families en geslachten voor waarvan de vertegenwoordigers in de meeste gevallen algemeen voorkomen. Hieronder volgt een overzicht van de bekendste groepen met een korte beschrijving.
- Steekmuggen. Dit is de bekendste groep doordat het halfparasieten zijn die bloed zuigen. Meestal van zoogdieren, maar sommige zijn gespecialiseerd in andere dieren zoals kikkers. Sommige soorten kunnen ziektes verspreiden bij de mens.

- Dansmuggen. Verschillende families hebben de naam dansmuggen, die de naam danken aan de zwermen waarin ze vliegen.

- Langpootmuggen en steltmuggen. Deze soorten hebben relatief lange poten. De larven leven vaak van planten.

- Motmuggen. Een familie van zeer kleine muggen met behaarde vleugeladers, waardoor ze meer weg hebben van kleine vlinders, dan van muggen.

- Bromvliegen. Onder andere de keizer- of goudvliegen (geslacht Lucilia) is bekend. De soorten zijn blauw, groen metaalglanzend van kleur. Ze leven veel in de menselijke omgeving. De larven leven van dierlijk materiaal, veel soorten zijn zeer gespecialiseerde lijkenopruimers of parasieten.

- Bochelvliegen. De meeste van deze vliegen, die een gebocheld borststuk hebben, komen voor op rottend materiaal, inclusief afvoerpijpen. Het zijn kleine vliegjes (0,4–6 mm) die vaak gemakkelijk te herkennen zijn aan het feit dat ze meestal niet meteen opvliegen wanneer ze opgeschrikt worden. Ze geven er de voorkeur aan weg te rennen. Veel soorten zijn parasitoïden van mieren en sommige parasiteren hommels, wespen, angelloze bijen en zelfs honingbijen.

- Dansvliegen. Dansvliegen zijn het bekendst doordat ze zwermen vormen en vaak in de omgeving van water te vinden zijn. Er zijn veel kleine soorten en een aantal opvallende grote. In het voorjaar zijn ze veel op bloemen te zien. Ze zijn langwerpig van vorm met een korte tot zeer lange steeksnuit.

- Dazen. Dazen zijn er in drie groepen, regendazen met grijsgevlekte vleugels, goudoogdazen met grote zwarte vlakken op de vleugels en de grote dazen. De vrouwtjes zuigen bloed bij grote zoogdieren, vaak bij vee, naar verhouding weinig bij de mens.

- Huisvliegen. Deze zijn in principe door iedereen gekend; de larven leven vooral van plantaardig materiaal en zijn meestal te vinden tussen allerlei afval. Het zijn gewaardeerde en nuttige bewoners van composthopen. Een huisvlieg leeft ongeveer 3 weken. Ze hebben een slurf waar ze hun voedsel mee nuttigen.

- Roofvliegen. Dit zijn meestal grote soorten, langwerpig gebouwd met forse poten, die vol staan met grote sterke borstels. Ze jagen op insecten; hun larven leven in de bodem of in gangen in dood hout, waar ze ook van de jacht leven.

- Sluipvliegen. Deze vliegen hebben een duidelijk bobbeltje (postscutellum genaamd) tussen borststuk en achterlijf en met talrijke sterke borstels. Het zijn parasieten van kevers, muggen, sprinkhanen, andere vliegen, vlinders, wantsen. Ze komen het meeste voor in het bos of bij afgelegen plaatsen.

- Vleesvliegen. Vleesvliegen zijn meestal zeer gespecialiseerde lijkenopruimers of parasieten van slakken, regenwormen, kevers, spinnen, duizend- en miljoenpoten en andere dieren; over heel de wereld hebben de meeste soorten een grijs borststuk met zwarte lengtestrepen en een dambordpatroon van zwart en grijze weerschijnvlekken op het achterlijf. Wijfjes kunnen rottend materiaal op grote afstand ruiken.

- Zweefvliegen. Dit zijn de gemakkelijkst te vinden bloembezoekers. De vliegen leven van stuifmeel en nectar, en de larven van de grootste groep jagen op bladluizen. Ze worden aangewend voor biologische bestrijding van veel plagen in de plantenteelt en de tuinderij.